# IC 4721
IC 4721 ist eine Balken-Spiralgalaxie vom Hubble-Typ SBc im Sternbild Pfau am Südsternhimmel. Sie ist schätzungsweise 96 Millionen Lichtjahre von der Milchstraße entfernt.
Das Objekt wurde am 14. September 1901 von DeLisle Stewart entdeckt.